# HQ (företag)
För domen mot HQ bank, se HQ-rättegångarna.

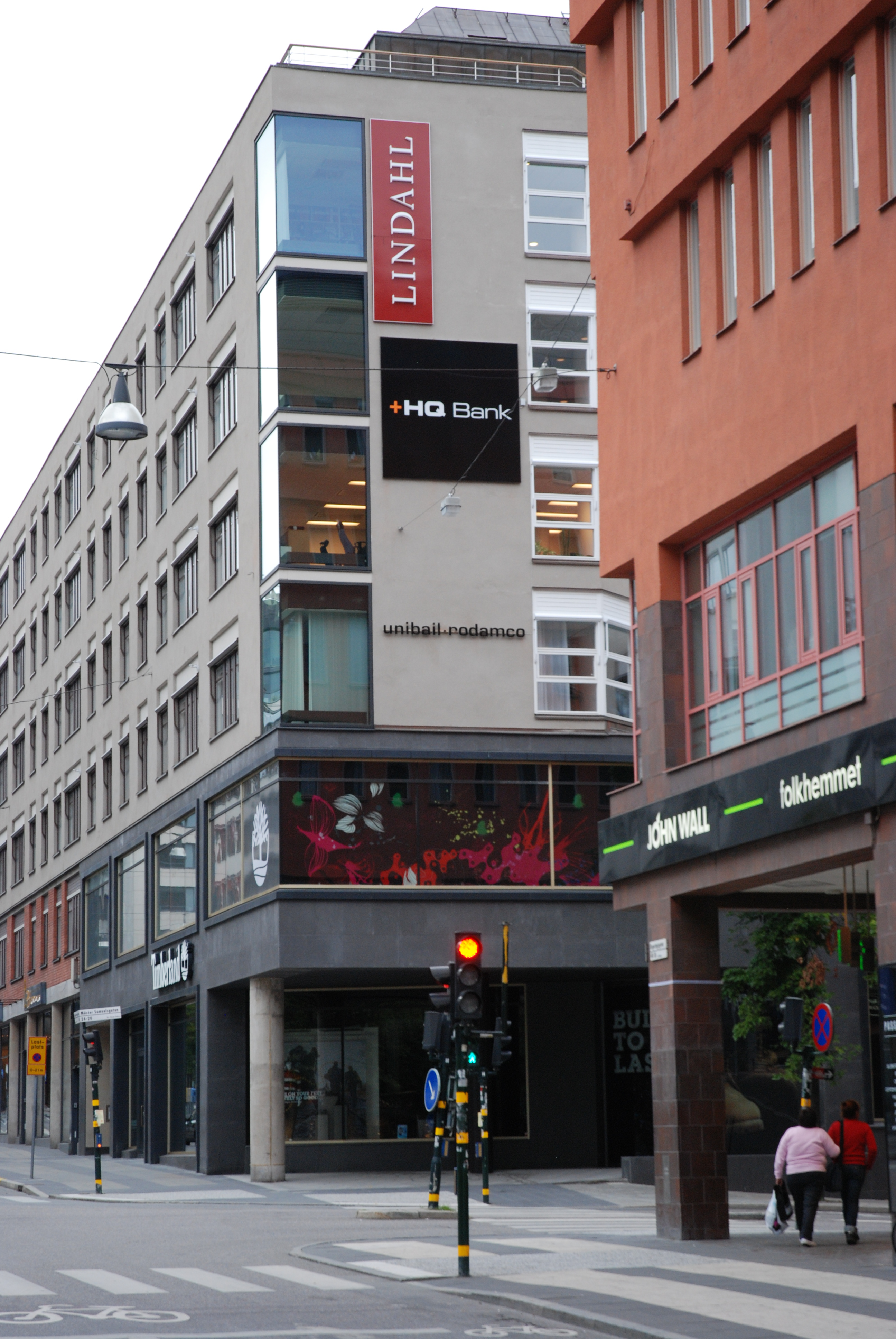
HQ Banks tidigare kontor i korsningen Regeringsgatan/Mäster Samuelsgatan i Stockholm.

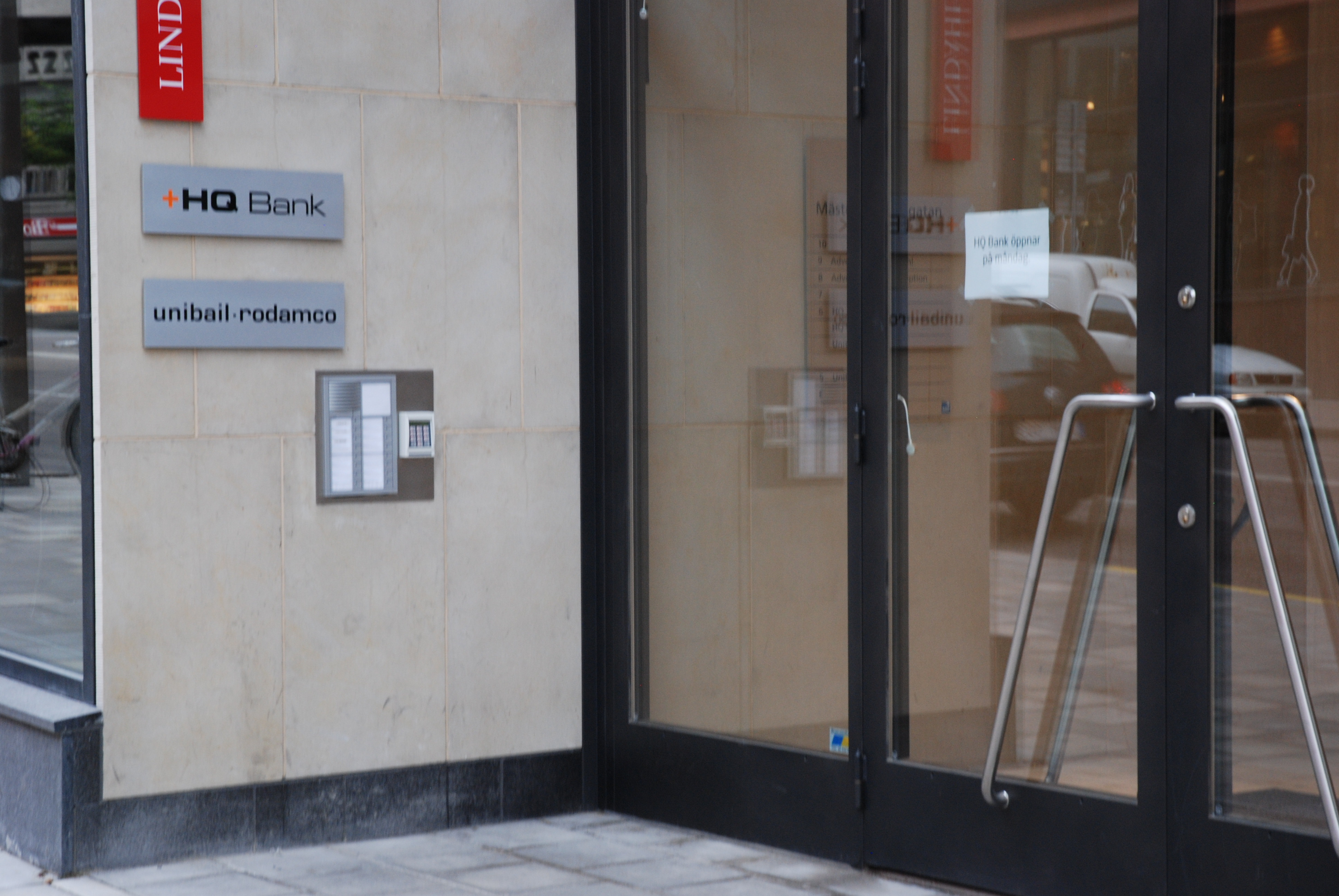
Ingången till HQ Bank den 5 september 2010.

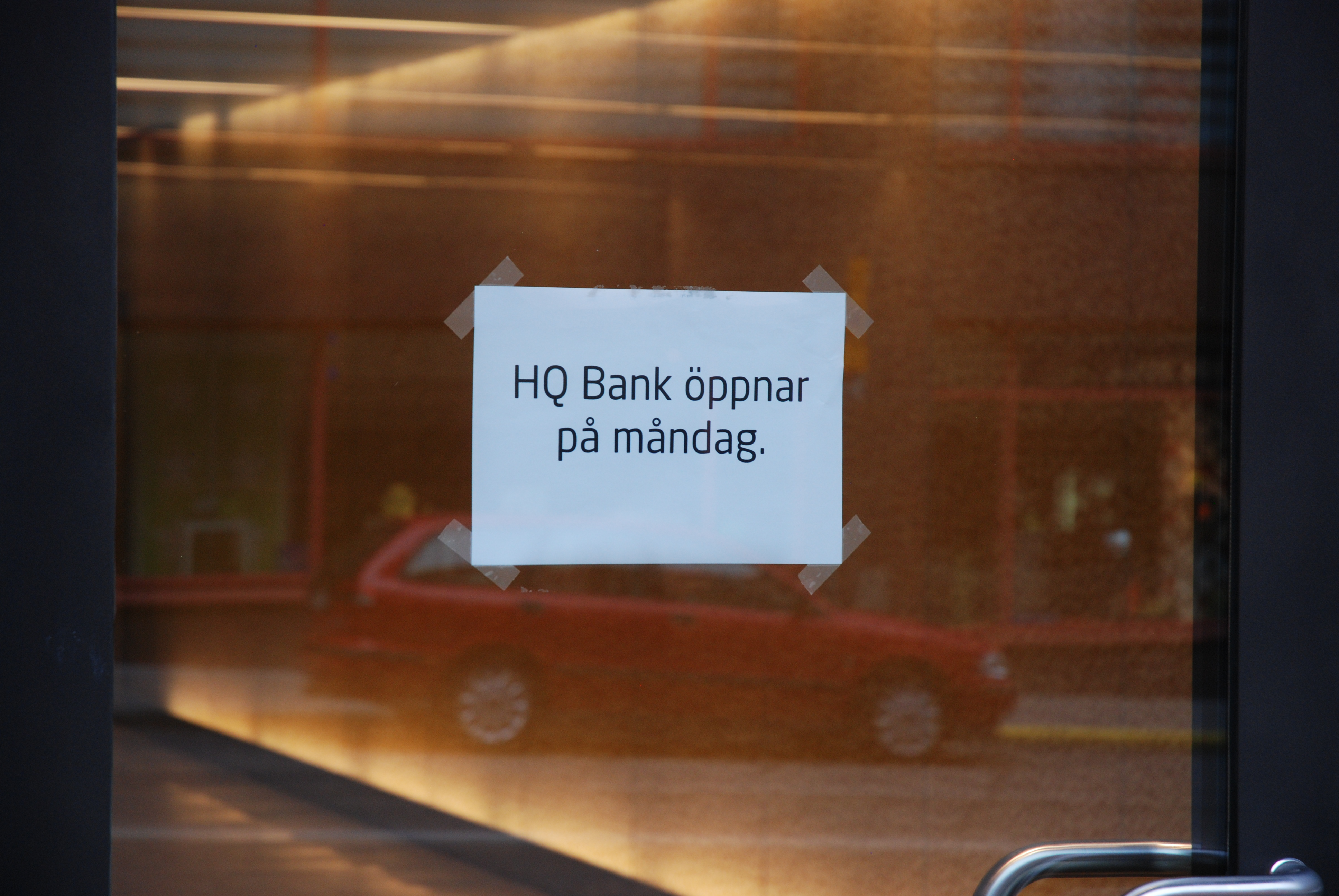
"HQ Bank öppnar på måndag", skylt måndagen den 5 september 2010.

HQ AB, tidigare Hagströmer & Qviberg AB, var ett svenskt företag vars aktier var noterade på Aktietorget. Företaget hade tidigare två dotterbolag: HQ Fonder AB (bildat 1988) och HQ Bank AB (bildat 2006). Dotterbolaget HQ Fonder AB såldes till huvudägaren Investment AB Öresund i juni 2010. Efter det att HQ Bank begärts i likvidation efter beslut av Finansinspektionen, såldes HQ Bank AB till konkurrenten Carnegie.
HQ AB har sitt ursprung i Sven Hagströmer Fondkommission, som grundades 1981. Mats Qviberg anslöt sig år 1990, varpå HQ AB bildades, då med namnet Hagströmer & Qviberg (förkortat H&Q). År 2005 startades HQ Pension som ett led i ett försök att ta sig in på pensionsmarknaden. Denna del utvecklades ytterligare i samband med förvärvet av SFK Svensk Förvaltningskonsult år 2008, vilket gav åtkomst till tjänstepensionsmarknaden. Under år 2008 förvärvades i konkurs försatta isländska banken Glitnirs svenska verksamhet och drevs vidare under namnet HQ Direct. Detta förvärv gjorde att HQ:s förvaltade kapital ökade kraftigt. En fusion av HQ Direct och HQ Bank genomfördes i april 2009, vilket medförde kostnadsminskningar inom bland annat administration och struktur.
Den 30 augusti 2010 lämnade Finansinspektionen in en ansökan om likvidation för HQ Bank till Stockholms tingsrätt, som beslöt likvidation samma dag. Ett par dagar senare tillkännagavs att Carnegie förvärvat HQ Bank i syfte att integrera verksamheten med den egna bankrörelsen.
Nuvarande HQ AB stämde då den föregående styrelsen samt revisionsfirman KPMG på 2,7 miljarder kronor, vilket således motsvarar de beräknade förlusterna för aktieägarna i HQ AB.

## HQ Fonder
Dotterbolaget HQ Fonder AB startades 1988 och hade en inriktning främst mot tillväxtmarknader som Ryssland, Kina och Indien. HQ Fonder AB friställdes från moderbolaget 1999 då moderbolaget skulle koncentrera sig mer på sin Private Banking-avdelning. HQ Fonder återansluts till H&Q 2005, men såldes i juni 2010 till Investment AB Öresund för 850 miljoner med option att köpa tillbaka bolaget. Optionen att förvärva fondbolaget överläts till Carnegie i samband med övertagandet av HQ Bank.

## HQ Bank
HQ Bank AB (org.nr 556028-1239), med ett baskapital på 600 miljoner kronor, hade sedan 2006 innehaft bankoktroj och hade 3,5 miljarder i inlåning från allmänheten vid slutet av år 2009. Banken hade cirka 250 anställda med huvudkontor i Stockholm och ett knappt tiotal lokalkontor i andra delar av Sverige. HQ Bank AB såldes efter likvidationen till Carnegie den 3 september 2010 för 268 miljoner kronor, vilket exakt motsvarar värdet av de konvertibler som de anställda hade i bolaget, i många fall inköpta genom att exempelvis pantsätta sina bostäder, och som Carnegie därmed kunde lösa in till inköpspriset.

### Styrelse
- Mats Qviberg
- Stefan Dahlbo, VD i Investment AB Öresund. Styrelseordförande i Klövern AB. Styrelseledamot i Investment AB Öresund och Nobia AB. Invald 1999.
- Carolina Dybeck Happe (född 1972), CFO Assa Abloy EMEA. Invald 2003.
- Thomas Erséus (född 1963), VD och koncernchef för Kungsleden AB. Styrelseledamot i DSV Miljö AS (Danmark) och Bravida AB. Invald 2000.
- Mikael König, (född 1963), VD och koncernchef för HQ.
- Curt Lönnström (född 1943), styrelseordförande i Domarbo Skog AB, Gnosjö Interiör AB, Innoventus Project AB och Scandbook AB. Invald 1999.
- Johan Piehl (född 1955). VD i Förvaltnings AB Arrow. Invald 2006.
- Anne-Marie Pålsson, riksdagsledamot samt docent och universitetslektor. Styrelseledamot i GL Beijer AB, Institutet för Framtidsstudier, Länsförsäkringar AB, Länsförsäkringar Skåne och Riksrevisionen. Invald 2003.
- Pernilla Ström, styrelseledamot i Bonnier AB, KappAhl AB, Sweco AB, Sydsvenska Dagbladet AB och Unflex AB.

### Likvidationen
Efter det att Finansinspektionen i maj 2010 hade analyserat HQ:s tradingportfölj bestående av såväl OMX- som DAX-optioner och gjort bedömningen att dessa hade övervärderats med minst 750 miljoner kronor tvingades HQ att påbörja realiseringen av förlusterna. Den 25 maj stängde banken positioner med en förlust på 200 miljoner kronor.
Styrelsen och företagsledningen planerade att täcka förlusterna med en aktieemission på 560 miljoner kronor. Företaget Ram One fick i uppdrag att granska bankens stabilitet och uppskattade att de reella förlusterna uppgick till cirka 1,5 miljarder kronor. Fyra dagar tidigare hade HQ AB:s ordförande Mats Qviberg förklarat för media att banken hade kontroll över tradingsituationen. Den 28 juni stängs de sista positionerna och bankens totala förlust för dessa skrivs till 1 230 miljoner kronor. Finansinspektionen kritiserade banken för att så sent som i mars 2010 rapporterat att marknadsrisken i portföljen då uppgick till 33 miljoner kronor. Banken saknade enligt Finansinspektionens bedömning kontroll över sin risk.
VD:n Mikael König hade redan lämnat sin post den 31 maj och efterträtts av ordföranden för HQ Bank Stefan Dahlbo. Förlusten för det andra kvartalet blev till slut 1 miljard kronor. Den 28 augusti 2010 återkallade Finansinspektionen bankens oktroj. Den 30 augusti följde en begäran om likvidation, och samma dag utsåg Stockholms tingsrätt advokaten Biörn Riese till likvidator.
Finansinspektionen kom i sin utredning fram till att det fanns anledning att anta att HQ Bank i sin redovisning lämnat oriktiga uppgifter avseende tradingportföljens värde. I den så kallade tradingverksamheten har banken handlat med aktier och aktiederivat för egna pengar. Enligt Finansinspektionen hade bolaget löpande och konsekvent under flera år övervärderat de värdepapper som funnits i bankens portfölj, vilket skulle innebära att de i redovisningen givits ett för högt värde. Följden hade i så fall blivit att HQ Banks resultat sedan 2007 uppgivits till ett avsevärt högre belopp än vad en marknadsmässig värdering skulle ha rättfärdigat. Det hade enligt FI således brustit i bankens rutiner för intern kontroll och riskhantering.
De enligt finansinspektionen oriktiga uppgifterna skulle om FI:s bedömning var korrekt medfört att årsredovisningar samt kvartalsrapporter givit en felaktig bild av bankens ställning och ekonomiska resultat. Mot denna bakgrund beslöt statsåklagare Berndt Berger vid Ekobrottsmyndigheten den 3 september 2010 att inleda en förundersökning angående misstanke om grovt bokföringsbrott och grovt svindleri.
Genom beslutet om likvidation ersattes styrelsen av likvidatorn advokaten Biörn Riese. Fram till likvidationsbeslutet utgjordes styrelsen av:
- Mikael Nachemson, ordförande från den 31 maj 2010;
- Stefan Dahlbo, tidigare ordförande; VD från den 31 maj 2010;
- Thomas Erséus, dåvarande VD för fastighetsbolaget Kungsleden;
- Kurt Lönnström, ett så kallat styrelseproffs;
- Mikael König, VD från år 2007 fram till den 31 maj 2010.[10]

Ekonomen Catharina Lagerstam valdes i april 2010 in i styrelsen för HQ AB. Hon slog redan i maj larm om att HQ Banks tradingportfölj enligt hennes beräkningar var kraftigt övervärderad med omkring 850 miljoner kronor. På ett styrelsemöte den 17 maj var hon den enda styrelseledamoten, som ville ompröva värderingen och hon blev därmed nedröstad. Catharina Lagerstam lämnade då omedelbart styrelsen.
HQ Banks likvidation och vägen dit utgör handlingen i boken "Den stora bankhärvan" av Carolina Neurath på Norstedts förlag.
Finansinspektionens bedömning har kritiserats av vissa bedömare som dels hävdat att indragningen av tillståndet var en för sträng åtgärd, dels ifrågasatt slutsatsen att redovisningsmetoden var i konflikt med IAS 39 den del av redovisningsregelverket IFRS som reglerar redovisning av finansiella instrument.
Revisionsbyrån KPMG lämnade uppdraget som revisor för HQ AB och HQ Bank AB den 14 september 2010 enligt eget pressmeddelande.
Beskedet kom sedan Finansinspektionen (FI) anmält revisorn till Revisorsnämnden. Samtidigt har styrelsen i HQ AB informerat KPMG om att det kan komma att riktas skadeståndsanspråk mot företaget, som bestritt anspråken. KPMG och den ansvarige revisorn Johan Dyrefors fick dock ingen kritik för revisionsinsatsen. Dyrefors tilldelades en erinran vilket är den lindrigaste kritiken för vissa brister i sin dokumentation, men mot revisionsinsatsen, inklusive bedömningen om redovisningen var förenligt med gällande regelverk, riktas ingen kritik.

## HQ-rättegångarna
Huvudartikel: HQ-rättegångarna
Efter likvidationen har en brottmålsprocess skett, varvid de åtalade friades 2016. Dessutom har HQ AB yrkat skadestånd av bland annat tidigare styrelseledamöter och revisorn och revisionsfirman KPMG i ett tvistemål, vilket avgjordes av Stockholms tingsrätt den 14 december 2017. Tingsrätten ogillade skadeståndskravet, och konstaterde att oaktsamhet har skett, men att "tillräckligt samband mellan konstaterad oaktsamhet och skadan föreligger inte och skadeståndsmålet har därför ogillats".
 Också yrkandet om återbäring av HQ AB:s vinstutdelning för 2007–2009 ogillades av tingsrätten. HQ AB dömdes även att ersätta motparterna för rättegångskostnader på 260 miljoner kronor.
Den 22 december 2017 begärde sig HQ AB i konkurs, då företaget inte kunde få in 260 miljoner kronor i kapital för Mats Qvibergs och övriga svarandes rättegångskostnader.

## HQ.se
HQ.se var en nätmäklare som bildades inom Hagströmer & Qviberg 1999. År 2000 börsintroducerades detta bolag separat från moderbolaget, och efter att ha köpt upp nätmäklarna Aktiespar och Avanza bytte bolaget 2001 namn och varumärke till Avanza. HQ.se Fonder som ursprungligen var en del av dotterbolaget HQ.se hade under 2001 knoppats av som ett eget bolag. Hagströmer & Qviberg integrerade sedan åter HQ.se Fonder i moderbolaget genom en fusion.